# Willebrord Snel
Willebrord Snel van Royen, latinizzato come Willebrordus Snellius o semplicemente Snellius (Leida, 13 giugno 1580 – Leida, 30 ottobre 1626), è stato un matematico, astronomo e fisico olandese, noto per la legge della rifrazione detta anche legge di Snell.

## Biografia

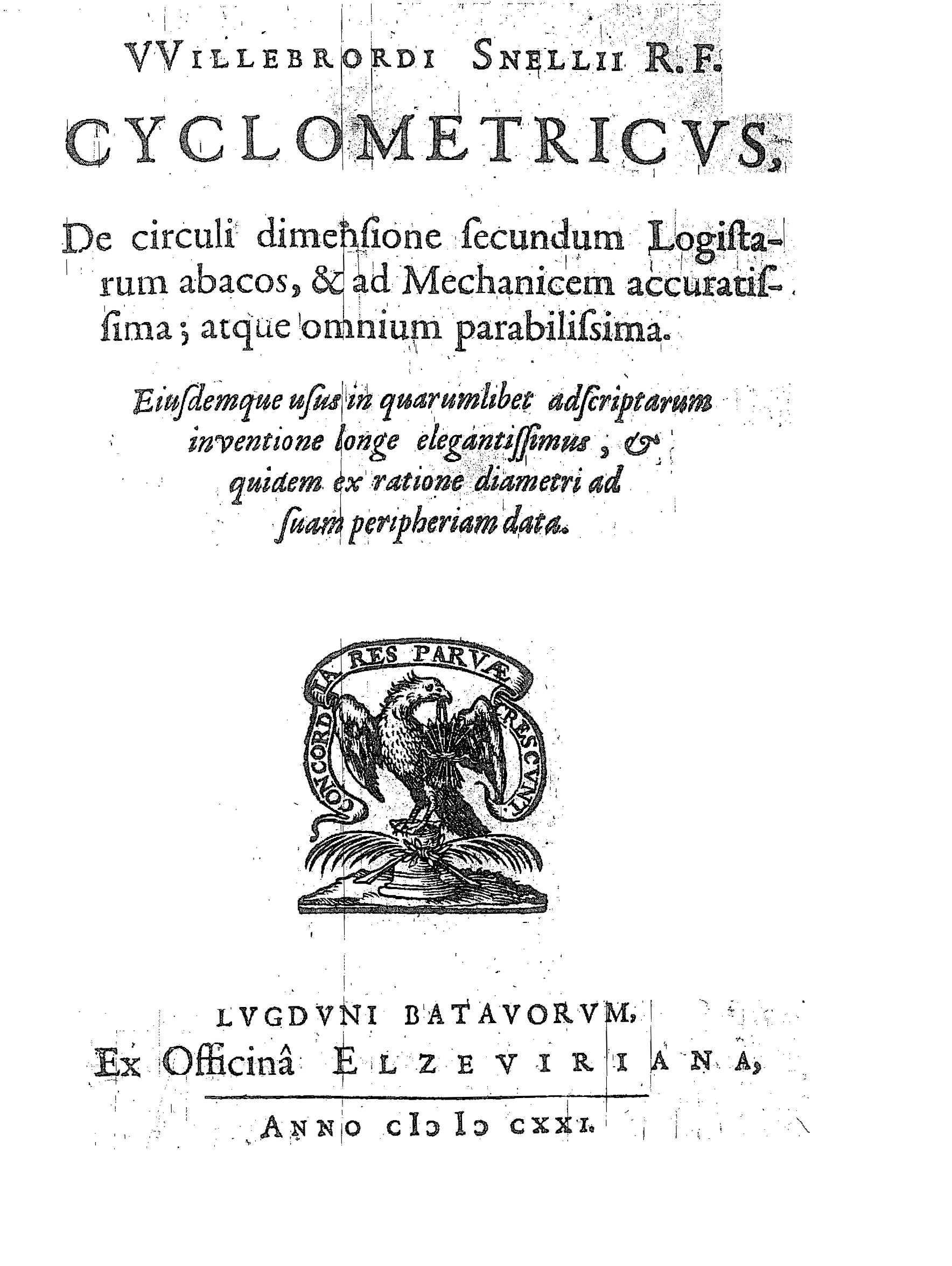
Cyclometricus, 1621

Snel nacque a Leida. Nel 1613 successe al padre Rudolf Snel (1546 - 1613) alla cattedra di matematica all'Università di Leida. Nel 1615 progettò e mise in pratica un nuovo metodo per determinare il raggio terrestre per mezzo della triangolazione. La sua opera Eratosthenes Batavus, pubblicata nel 1617, descrive il metodo applicato alle città di Alkmaar e Bergen op Zoom - due città separate da un grado di meridiano - che egli misurò essere uguale a 107,395 km. La distanza misurata in tempi recenti è approssimativamente 111 km.
A lui si deve anche la formulazione della legge della rifrazione della luce, a cui giunse sperimentalmente intorno al 1621. Tale legge reca, oltre al suo, anche il nome di Cartesio, che la scoprì in base ad un procedimento diverso, non sperimentale, e la pubblicò per primo nella sua Dioptrique (1637). La formulazione di Snel venne invece resa nota solo molto più tardi da Christiaan Huygens nella sua Dioptrica (1703).
Nel 1621 trovò un nuovo metodo per il calcolo del pi greco, perfezionando il metodo di Archimede. Fu il primo direttore dell'Osservatorio di Leida.
Ebbe tra i suoi allievi l'astronomo e matematico Martin van den Hove.

## Opere

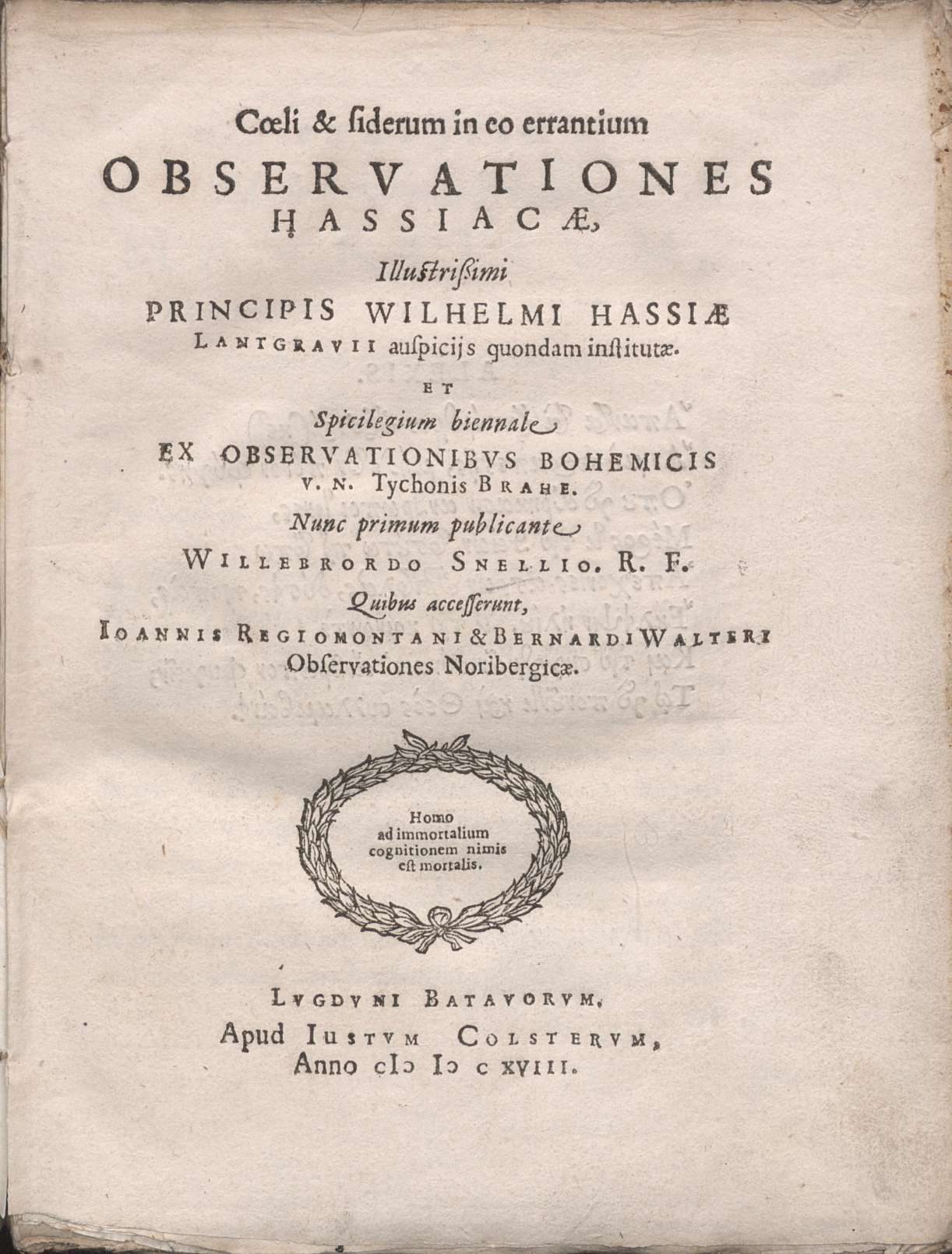
Coeli et siderum in eo errantium observationes Hassicae, 1618

- (LA) Eratosthenes Batavus, Lugduni Batavorum, Joost van Colster, Joris Abrahamsz van der Marsce, 1617.

- (LA) Coeli et siderum in eo errantium observationes Hassicae, Lugduni Batauorum, Joost van Colster, 1618.

- (LA) Cyclometricus, Lugduni Batavorum, Matthijs Elzevier, Bonaventura Elzevier, 1621.

- (LA) Doctrinae triangulorum canonicae libri quatuor, Lugduni Batavorum, Joannes Maire, 1627.